# Genoplesium ruppii
Genoplesium ruppii är en orkidéart som först beskrevs av Richard Sanders Rogers, och fick sitt nu gällande namn av David Lloyd Jones. Genoplesium ruppii ingår i släktet Genoplesium och familjen orkidéer. Inga underarter finns listade i Catalogue of Life.